# یوری مارتینوف
یوری پِتروویچ مارتینوف (به اوکراینی: Юрій Петрович Мартинов) (زادهٔ ۵ ژوئن ۱۹۶۵) بازیکن فوتبال اهل اوکراین است. او در تیم ملی فوتبال اوکراین بازی کرده‌است.